# سيراموناتشسكا
سيراموناتشسكا (بالإيطالية: Serramonacesca)‏ هي بلدية في مقاطعة بسكارا في إقليم أبروتسو الإيطالي.

## السكان
في سنة 1861 بلغ عدد السكان 1٬645 نسمة، وتطور العدد ليصل في سنة 2018 لـ 541 نسمة.
يظهر هذا المخطط البياني تطور النمو السكاني لـ سيراموناتشسكا